# Lijonotamnus
Lijonotamnus (lat. Lyonothamnus), monotipski rod vazdazelenog drveća iz porodice ružovki.
Jedina vrsta je kalifornijski endem L. floribundus
U divljini stabla obje podvrste rastu u skupinama ili šumarcima: polimorfna DNK analiza je utvrdila da su biljke koje rastu u šumarcima uglavnom genetski različiti klonovi, s nešto više od 1000 genetski različitih jedinki od 32 000 debla na otoku Santa Cruz (Cooper et al. 1999).
Podvrsta L. floribundus subsp. floribundus javlja se samo na otoku Santa Catalina i možda zato što se njegovo lišće bez režnja smatra manje privlačnim od var. aspleniifolius također je manje raširen u uzgoju, s nekoliko zabilježenih primjeraka: Johnson et al. 2003 spominju primjer posađen 1983. u Chelsea Physic Gardenu u Londonu.

## Podvrste
- Lyonothamnus floribundus subsp. floribundus
- Lyonothamnus floribundus subsp. aspleniifolius (Greene) A.E.Murray